# Noon in Tunisia (Film)
Noon in Tunisia ist ein deutscher Dokumentarfilm von Peter Lilienthal, der im Mai 1969 in Tunesien gedreht wurde und Jazzmusiker um George Gruntz bei ihrer Begegnung mit tunesischen Musikern zeigt. Der Film entstand im Auftrag des Südwestfunks Baden-Baden.

## Geschichte des Films
Dem Filmprojekt voraus ging die Aufnahme des gleichnamigen Albums Noon in Tunisia, bei dem ein Jazzquintett um George Gruntz 1967 mit tunesischen Musikern im Studio der Musik Produktion Schwarzwald zusammentrafen. Beim produzierenden Südwestfunk hatte Joachim-Ernst Berendt das Filmprojekt durchgesetzt. In Tunesien traf die Jazzband mit Trompeter Don Cherry, Schlagzeuger Daniel Humair, Saxophonist Sahib Shihab und Bassist Henri Texier auf dieselben Musiker, die auch bei der LP mitgespielt hatten, darunter der Musikwissenschaftler und Ney-Virtuose Salah El Mahdi:
„Sie bildeten die Hauptgruppe, die zwei Wochen lang, unterstützt vom tunesischen Kulturministerium, kreuz und quer mit uns durch Tunesien reiste. Aber wir spielten auch immer wieder mit anderen, lokalen Musikern, deren Stil sich häufig von Ort zu Ort komplett änderte.“ Die Musiker besuchten u. a. die Oasenstadt El Hamma (Gabès) und Nefta nördlich des Salzsees Chott el Djerid, den die Gruppe durchquerte.
Nach drei Wochen hatte Lilienthal und sein Team vom Südwestfunk (u. a. Pete Ariel,) etwa hundert Stunden Musikmaterial gedreht. Geschnitten wurde der Film in den Räumen des Literarischen Colloquiums in Berlin.  Der Film wurde am 23. Februar 1971 in der ARD gezeigt und mehrfach wiederholt.